# Pic d’Espade
Pic d’Espade – szczyt w Pirenejach Centralnych. Położony jest w południowej Francji, w departamencie Pireneje Wysokie, na terenie gminy Gèdre, przy granicy z Hiszpanią. Usytuowany jest w Parku Narodowym Pirenejów. 
Szczytu nie należy mylić z Pic de l’Espade, który położony jest około 20 km na południowy wschód od Pic d’Espade, na granicy Francji (departament Pireneje Wysokie) i Hiszpanii (Huesca).